# 西小国村
西小国村（にしおぐにむら）は、かつて山形県最上郡にあった村。

## 歴史
明治年間初頭、地租改正にあたり、村民の多くは課税を免れることを期待して、先祖伝来の田畑の面積をできるだけ小さく申告した。このため村の大半が国有地（国有林）化されてしまい、薪一本取るにも苦労を強いられることとなった。結果的に1926年（大正15年）に国有財産法の下に行われた荒廃地払い下げの際に、自ら耕してきた田畑の多くを国から買わざる得なくなり村民の窮乏を招いた。直後の昭和年間初頭に凶作が続く（昭和農業恐慌）と村の適齢期の娘467人のうち半数以上が芸娼伎として村を離れることとなった。

### 沿革
- 1889年（明治22年）4月1日 - 町村制施行に伴い最上郡大堀村、法田村、志茂村、月楯村、若宮村が合併し、西小国村が発足。
- 1946年（昭和21年）11月1日 - 最上郡東小国村の一部を編入。
- 1953年（昭和28年）8月1日 - 東小国村の一部を編入。
- 1954年（昭和29年）9月1日 - 最上郡東小国村と合併し、町制施行して最上町となり消滅。